# И оркестъра да свири
„И оркестъра да свири“ е седемнадесетият албум на Слави Трифонов и Ку-ку бенд. Записан е през 2004 г. Разпространен е през 2005 г. като промоция на Шуменско.

## Песни в албума
1. И без теб
2. Ethno fighter (Bom-jigi-bom)
3. Само остани
4. Единствени (feat. Софи Маринова)
5. 100 SMS-а
6. Baby
7. Ти не си за мене
8. Йордановден (Instrumental)
9. Севдо мори
10. Няма да те забравя
11. На Клара...
12. Тебе поем
13. Реката на живота (Instrumental)
14. Росни ми росни, Росице[1]